# Alagir
Alagir (ruski i osetski: Алаги́р) je industrijski grad u Sjevernoj Osetiji-Alaniji, autonomnoj republici u Rusiji. Nalazi se na zapadnom dijelu rijeke Ardona, 54 km zapadno od glavnog grada te republike, Vladikavkaza, na 43°4′N 44°9′E / 43.067°N 44.150°E.
Broj stanovnika: 22.700 (2001.)
Grad je osnovao 1850. carević Mihail Semjonovič Voroncov, namjesnik Kavkaza, nedaleko od starovjekog rudnika srebra i olova u obližnjem Alagirskom kanjonu. Sagrađen je kao utvrđeno naselje oko topionice i uskoro postaje veliko rudarsko središte. Gradski status dobiva 1938. godine. 
Alagirskim gospodarstvom još uvijek prevladava rudarenje, ali ima i značajnu drvopreradu, prerađivačku industriju i pogone za konzerviranje.